# Верхняя Колотовка
 Верхняя Колотовка  — деревня в Афанасьевском районе Кировской области в составе Гординского сельского поселения.

## География
Расположена на расстоянии примерно 2 км по прямой на восток от центра поселения села  Гордино на правобережье реки Кама.

## История
Известна с 1891 года как починок Колотовский, в 1905 году уже Верхнеколотовский, отмечено дворов 10 и жителей 55, в 1926 здесь (деревня Верхне-Колотовская) хозяйств 14 и жителей 97, в 1950  15 и 76, в 1989 29 жителей.  Современное название утвердилось с 1939 года.  

## Население
Постоянное население составляло 23 человека (русские 100%) в 2002 году, 34 в 2010.